# Thoronidea cerradensis
Thoronidea cerradensis är en stekelart som beskrevs av Johnson 2000. Thoronidea cerradensis ingår i släktet Thoronidea och familjen Scelionidae. Inga underarter finns listade i Catalogue of Life.